# Lagrange (Maine)
Lagrange es un pueblo ubicado en el condado de Penobscot en el estado estadounidense de Maine. En el Censo de 2010 tenía una población de 708 habitantes y una densidad poblacional de 5,52 personas por km².

## Geografía
Lagrange se encuentra ubicado en las coordenadas 45°9′59″N 68°48′30″O / 45.16639, -68.80833. Según la Oficina del Censo de los Estados Unidos, Lagrange tiene una superficie total de 128.24 km², de la cual 128.13 km² corresponden a tierra firme y (0.08%) 0.1 km² es agua.

## Demografía
Según el censo de 2010, había 708 personas residiendo en Lagrange. La densidad de población era de 5,52 hab./km². De los 708 habitantes, Lagrange estaba compuesto por el 96.61% blancos, el 0.28% eran afroamericanos, el 1.41% eran amerindios, el 0.56% eran asiáticos, el 0% eran isleños del Pacífico, el 0% eran de otras razas y el 1.13% pertenecían a dos o más razas. Del total de la población el 0.85% eran hispanos o latinos de cualquier raza.